# Mellat-Park

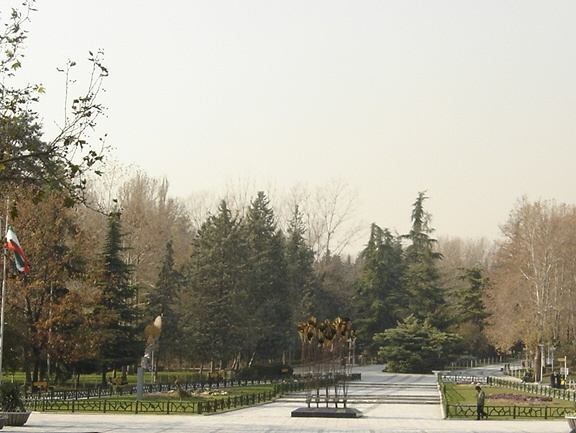
Eingang des Mellat-Parks

Mellat-Park (persisch پارک ملت Pārk-e Mellat, etwa Volkspark) ist der Name großer, meist zentraler Parkanlagen in zahlreichen iranischen Städten. Der bekannteste liegt in Teheran, weitere Parks dieses Namens befinden sich unter anderem in Mashhad, Ahwas und Buschehr.

## Mellat-Park in Teheran
Der Mellat-Park im Norden von Teheran ist das größte Erholungsgebiet der Stadt. Der Park wurde in mehreren Bauphasen im Auftrag von Schahbanu Farah Pahlavi gestaltet. Die Eröffnung als Pārk-e Schāhanschāhī nach der ersten Bauphase fand 1967 statt. Die zweite Phase, die von dem britischen Gartenarchitekten Posen geleitet wurde, wurde 1973 abgeschlossen. Bei der Bepflanzung wurde der Schwerpunkt auf Bäume und Pflanzen aus ganz Iran gelegt. Allein 120 Bäume mit unterschiedlichen Sorten von Früchten sind in dem Park zu finden.
Der Park befindet sich am Fuße des Elburs-Gebirges, südlich des Teheraner Messegeländes und des Enghelab-Golfplatzes. Im Westen grenzt er an den Parkway Chamran und die Seoul-Straße, im Osten an die Valiasr-Straße. Er wird vom Schmelzwasser des 4000 m hohen Totschāl bewässert.
Der Park bietet breite Spazierwege, einen Bootsverleih, Rollerskatebahnen, eine Voliere, Imbisse und Cafés. Eine besondere Attraktion sind ein See und Wasserspiele.

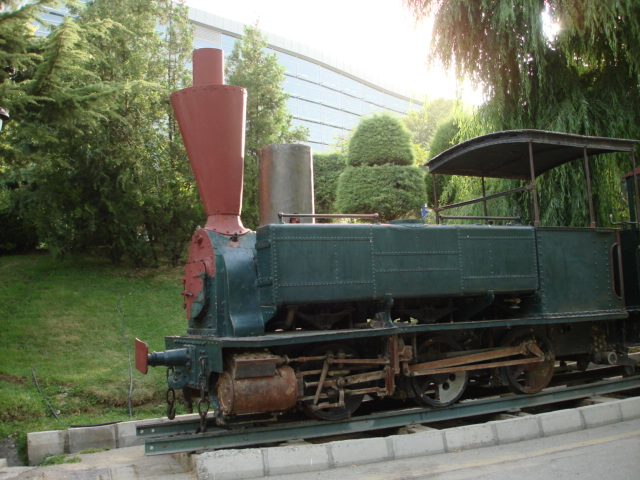
Tubize-Dampflokomotive für die 1886–1888 gebaute Eisenbahn

Im Park ist die Dampflok der ersten Bahnstrecke des Landes, der Teheran-Abd-al-Azim-Eisenbahn, ausgestellt. Sie wurde von dem belgischen „Atelier de Tubize“ gebaut und 1887 an den Iran verkauft.
Im Jahr 2000 wurden die Bänke und die Farbgestaltung der Wege geändert. Über den See wurde eine Brücke gebaut.